# 京成バラ園
京成バラ園（けいせいばらえん）は、千葉県八千代市にある京成グループの京成バラ園芸株式会社が運営するバラ園である。
日本国内最大級のバラ園で「恋人の聖地」に選定されており、写真映えするスポットとして注目されている。また房総の魅力500選にも選出されている。

## 概要

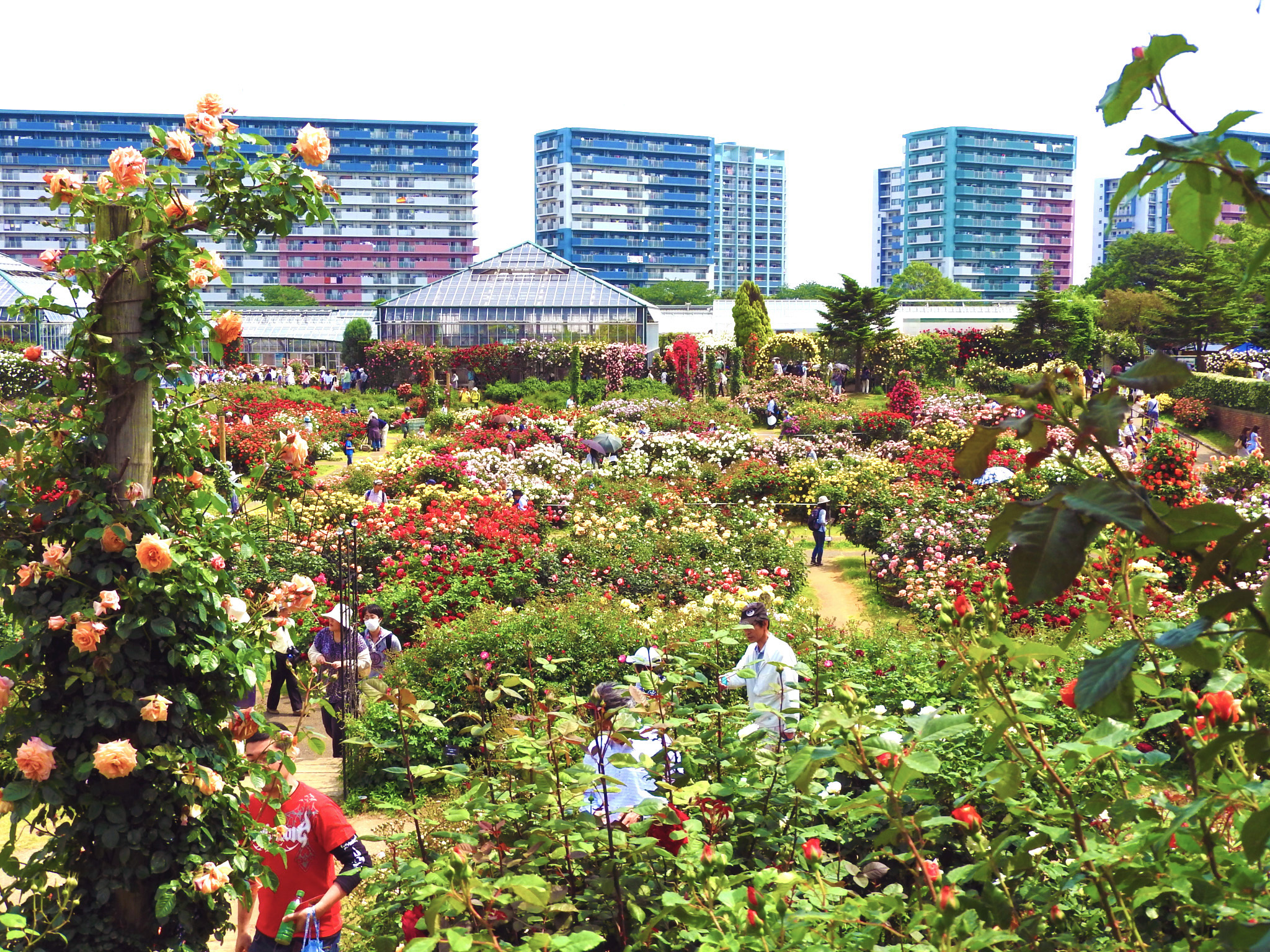
園内の様子（大温室方面）

「世界に誇れるバラの作出と日本にバラの文化を広めたい」との思いから、1959年に京成バラ園芸を設立。バラの品種改良を行い、世界のバラコンクールにおいて数多くの賞を受賞し、世界中の著名なバラを紹介し、バラ文化の普及にも努めている。
1999年3月には、ローズガーデンを中心にローズショップ、レストラン、ガーデンセンター、イベントスペースなど、バラをコンセプトとしたサービス施設を併せ持つ複合施設としてリニューアル。2010年には石釜ベーカリーも開店し施設が充実している。
広さ3万平方メートルの園内には世界の最新品種から野生種のバラまで多種多様の約1600品種、計約1万株を超えるバラを中心に様々な樹木、草花が植栽されている。バラは系統別に植栽され、アーチ、スクリーン、パーゴラ、ポールなどで演出し、これらのバラを美しく見せる演出は毎年追加され、コスプレ写真（ジャパンコスプレフェスティバル）やファッション誌などの撮影に多く利用されている。
少女漫画および宝塚歌劇団、ベルサイユのばらとの共同企画を行っており、ベルばらのテラス、ベルばら通りには、ベルサイユのばらをモチーフにしたバラ全6品種が植わる。キャラクター等身大パネルやイラストパネルがあり撮影スポットとなっている。また、漫画原作者の池田理代子や宝塚歌劇団によるトークショーも度々行われている。

### 季節行事
毎年春バラ（5月 - 6月）の時期に合わせて「ローズフェスティバル」を、秋バラ（10月 - 11月）の時期に合わせて「オータムフェア」を開催している。
また近年では、ジャパンコスプレフェスティバル（JCF）主催の「ジャパンコスプレフェスティバル in 京成バラ園」や「インスタグラムフォトコンテスト」などのイベントも多い。

## 主な展示

### バラの見頃
バラは9月から10月上旬までを除き、4月中旬から年内いっぱいまで咲いている。その中でも「春バラ」と「秋バラ」の２シーズンはたくさんバラが咲いており、春バラは5月中旬から6月上旬まで、秋バラは10月中旬から11月上旬までとなる。11月下旬から12月中旬は本格的な紅葉シーズンに入り、バラの赤い実や色濃く咲いたバラの花と共に、彩り豊かな季節を楽しむことができる。

### バラ以外の見頃
バラ以外にも、桜の開花時期からゴールデンウィークまで様々な花木や草花が咲き、園内にある散策の森や、池の周りの自然風庭園には様々な草花が咲いている。特にゴールデンウィーク頃に咲く「ハンカチの木」は日本でもまだ珍しく、見頃を迎える。
- さざんか・椿：1 - 2月
- クリスマスローズ・ミモザ・水仙・万作・福寿草・片栗・河津桜：2 - 3月
- サフィニア：4 - 12月
- インパチェンス：4 - 11月半ば
- 紫菜花・アグロステンマ・レンゲ草・ヒナゲシ・ヤマブキ：4月
- ジャーマンアイリス・平戸つつじ・石南花：5月
- トレニア：6 - 11月半ば
- アジサイ・花菖蒲：6月
- メランポディウム：7 - 11月半ば
- ヘメロカリス・山百合・キツネノカミソリ・クロトラリア・クレオメ・おしろい花・リコリス：7 - 8月
- 彼岸花：9月中旬 - 下旬
- ロウバイ：12月

### ギャラリー

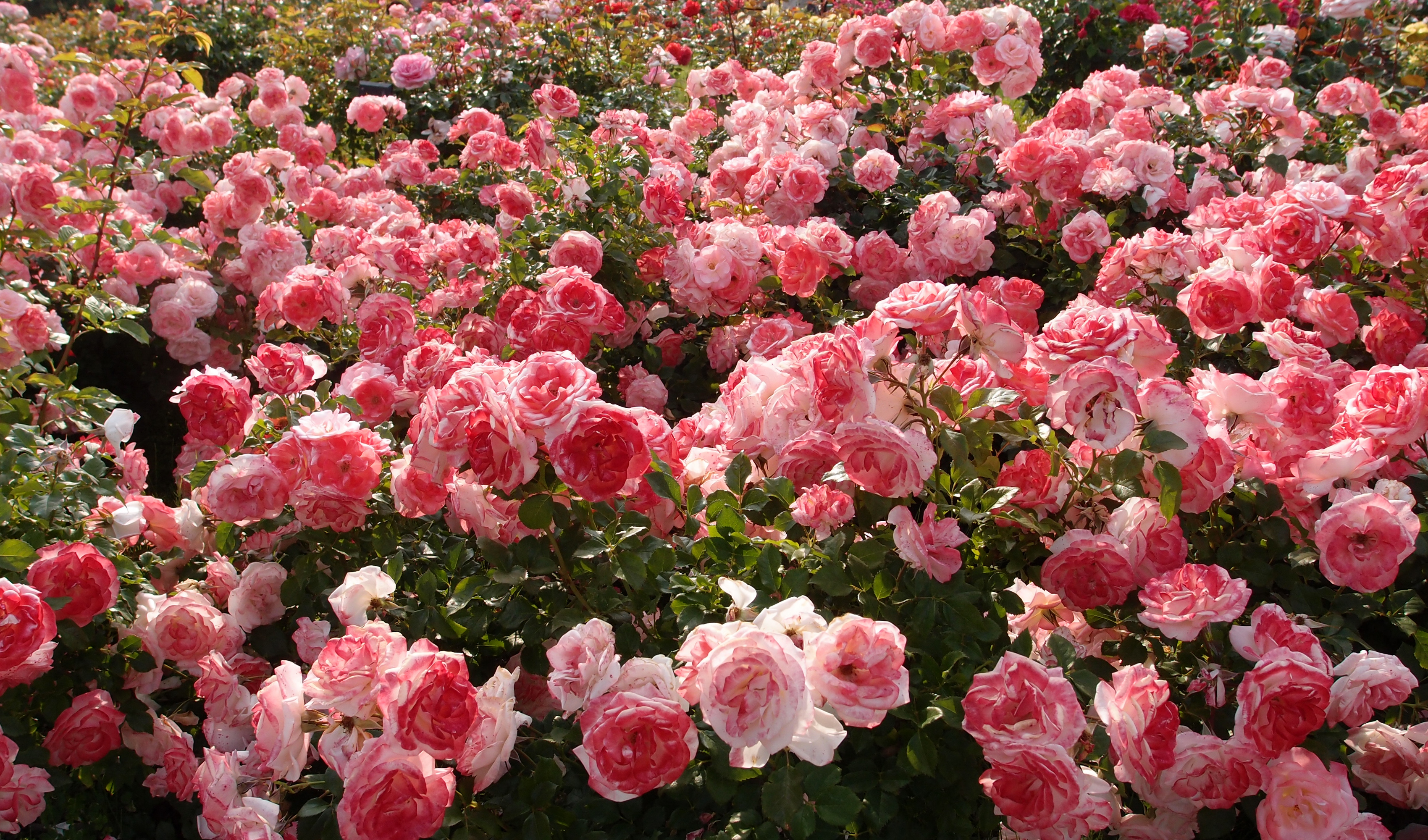
バラ「桜霞」
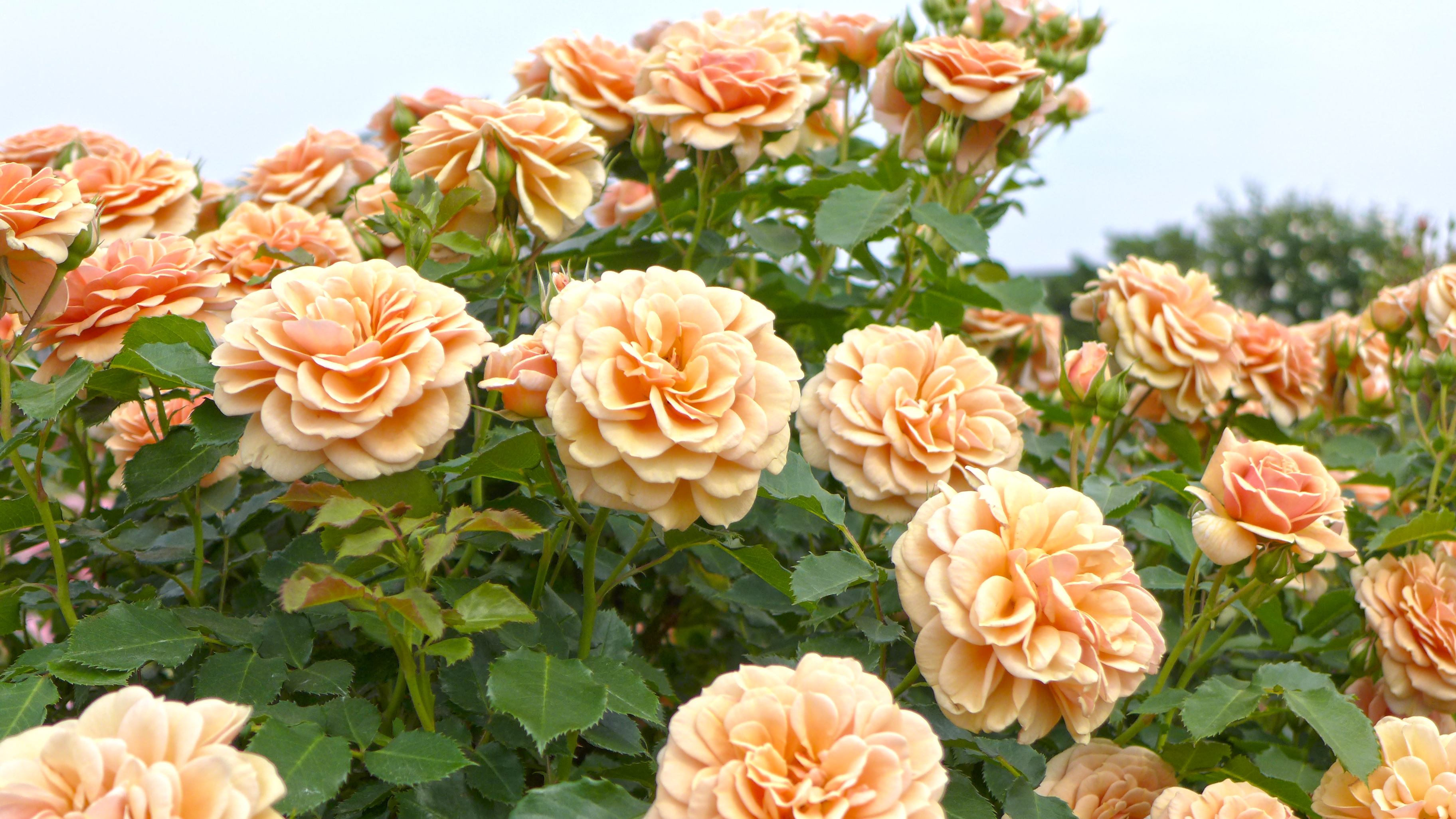
バラ「笑み」
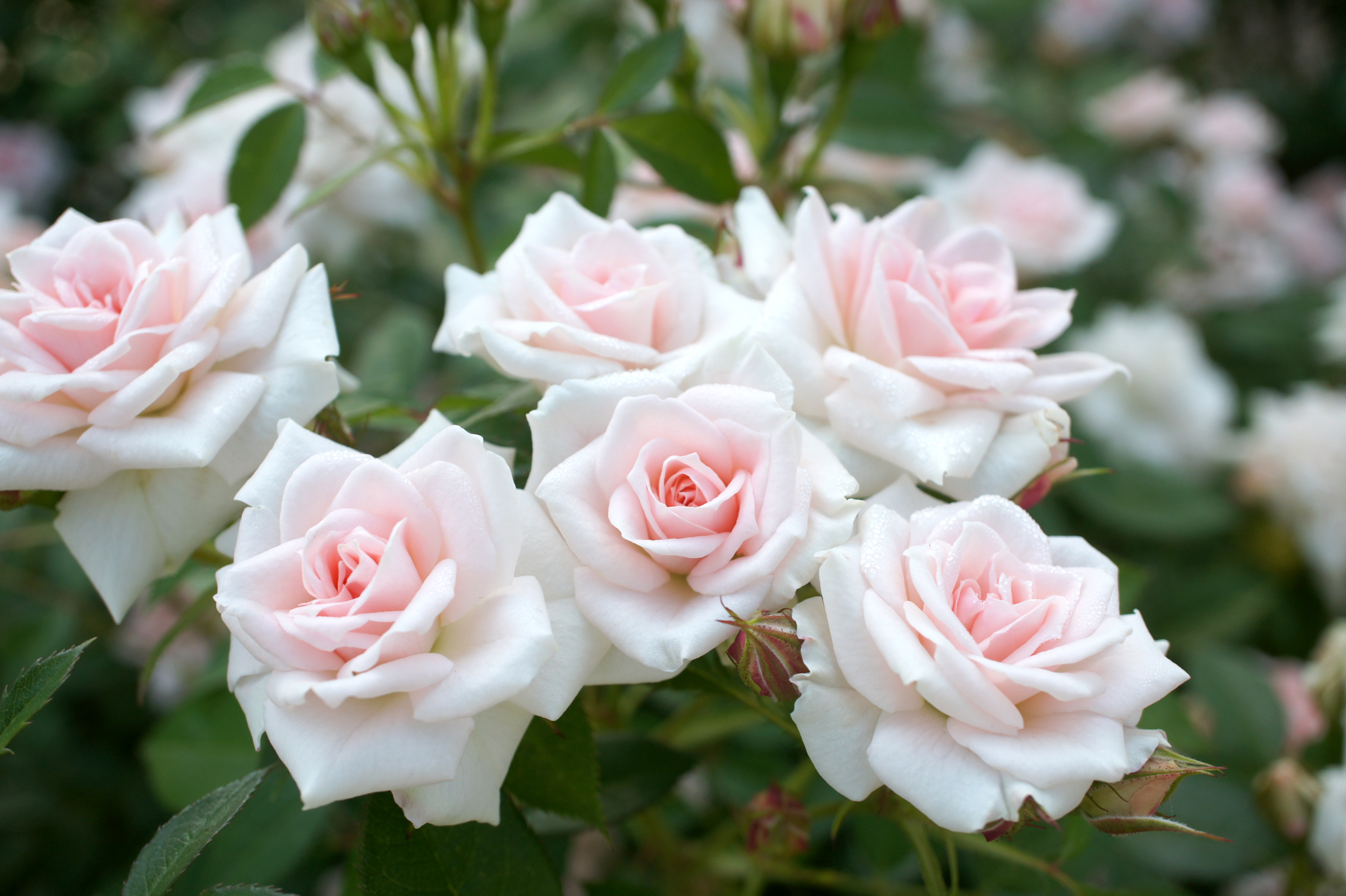
バラ「小夜曲」
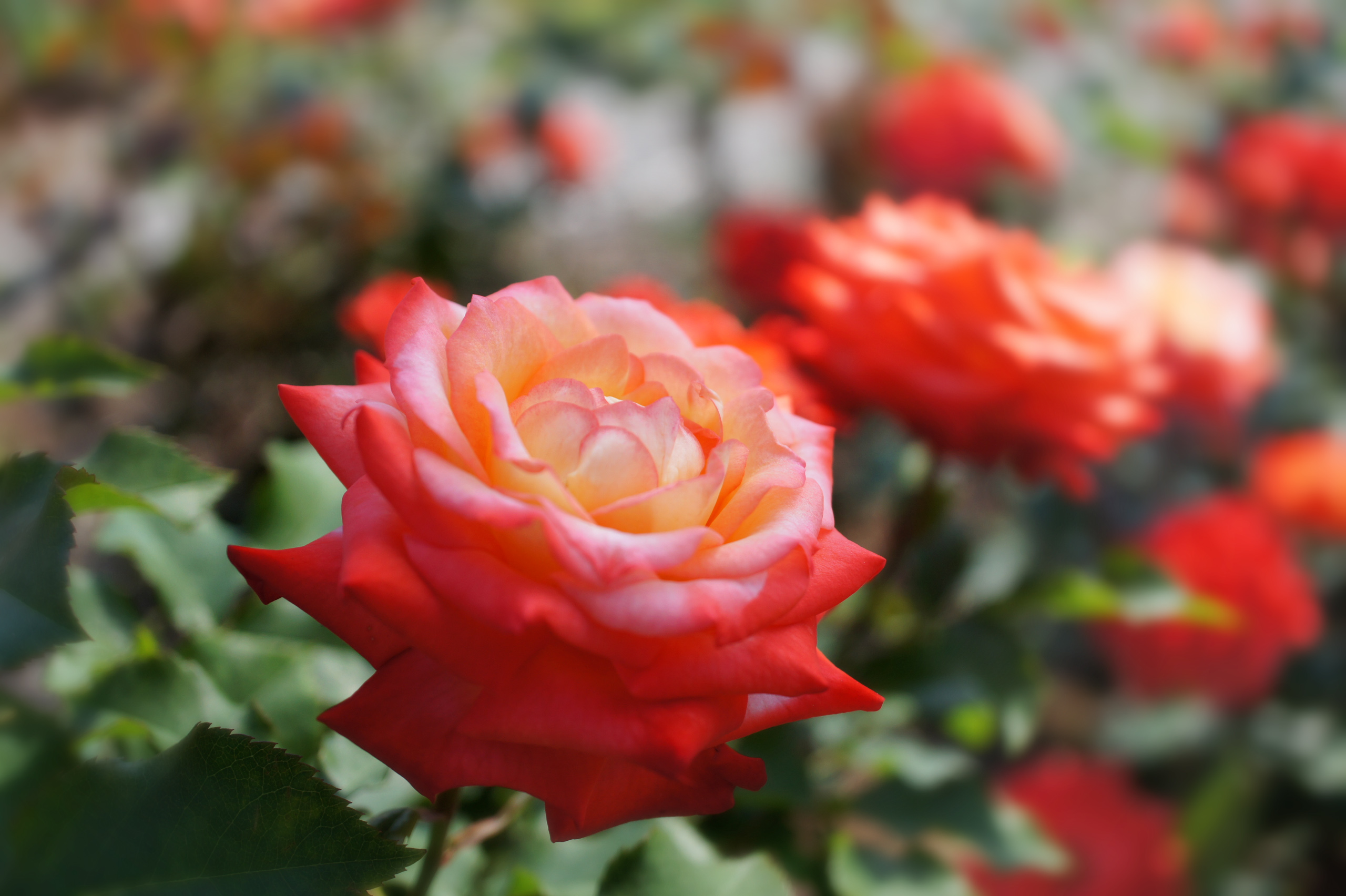
バラ「胡蝶」
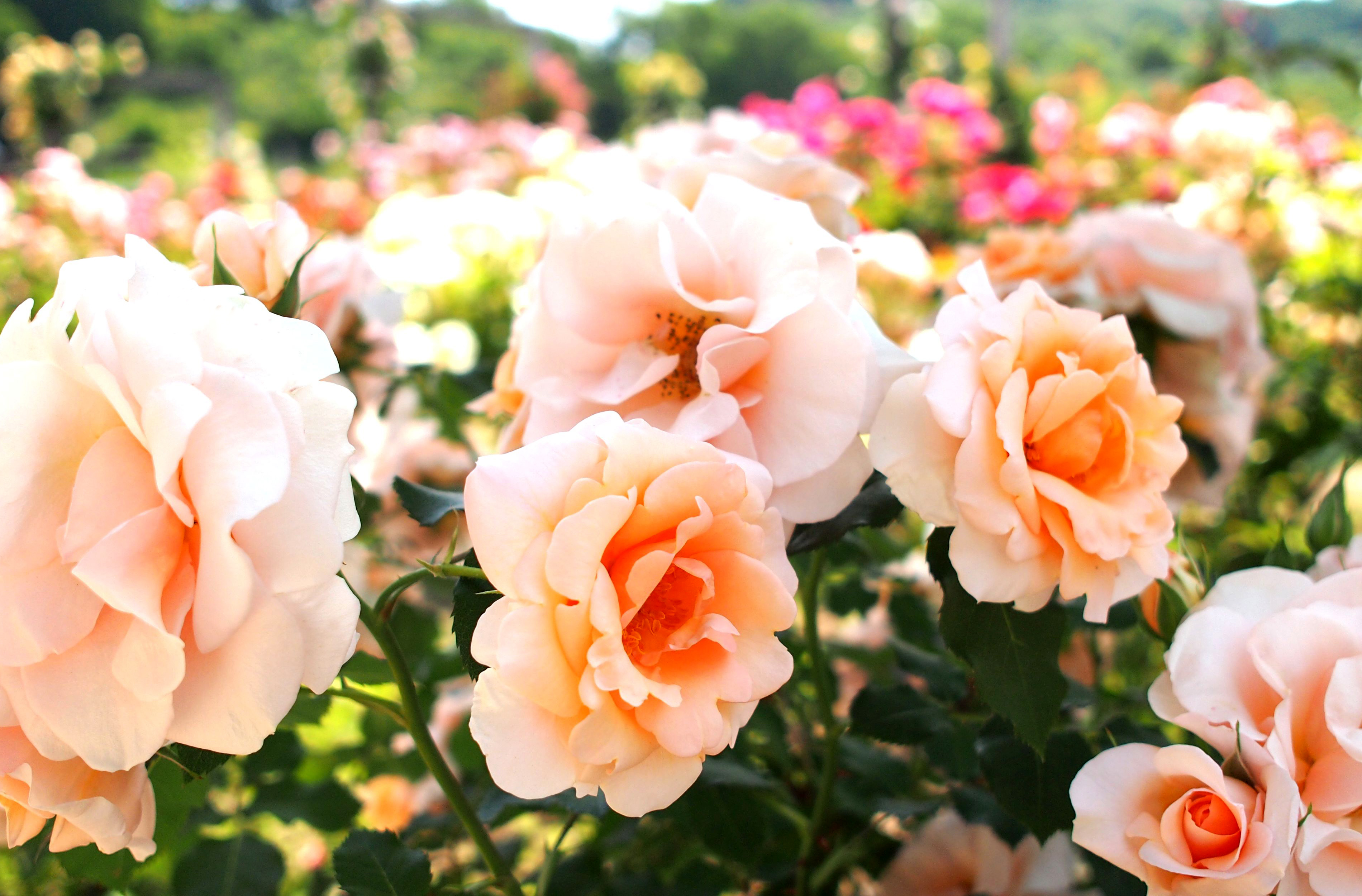
バラ「琴音」
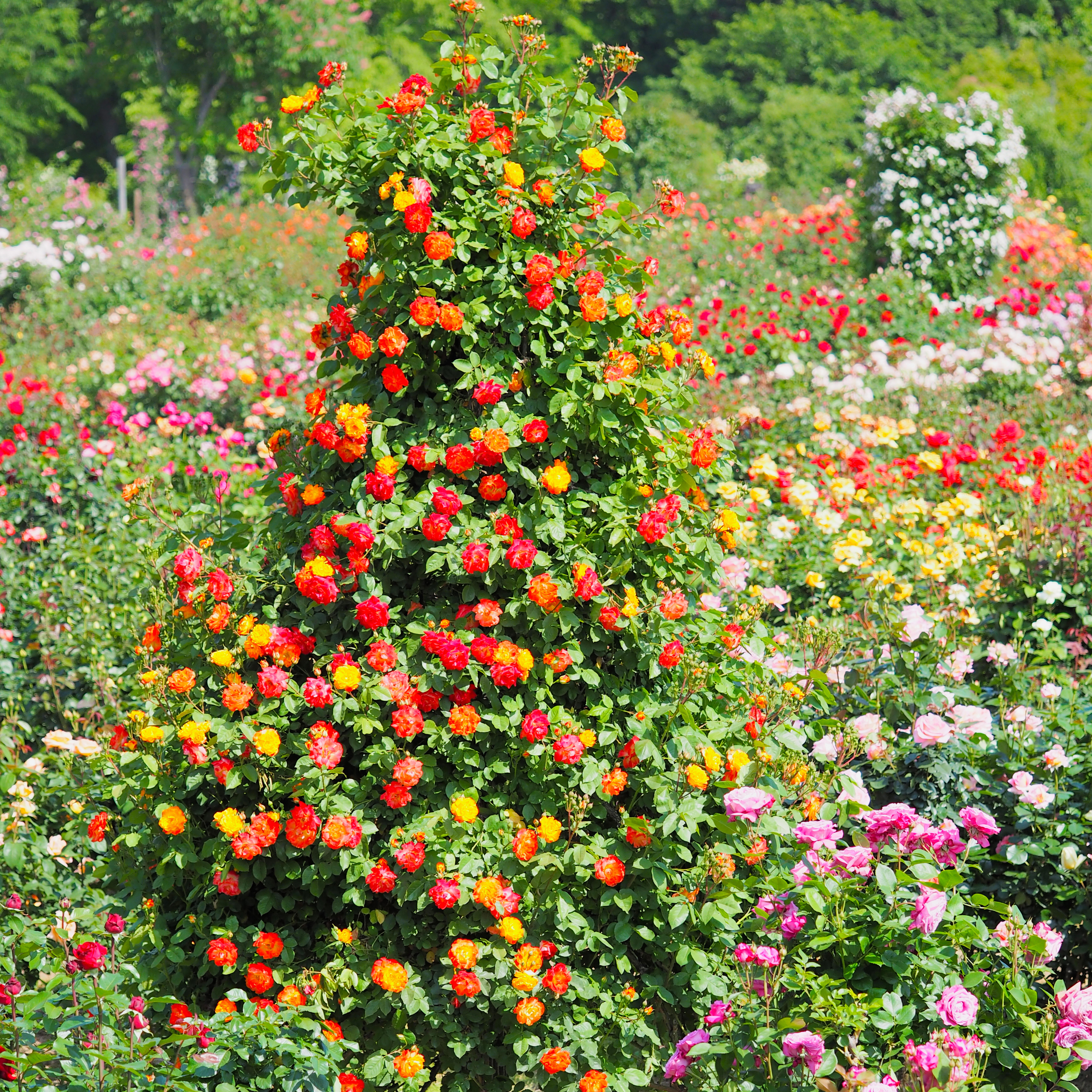
バラ「ふれ太鼓」
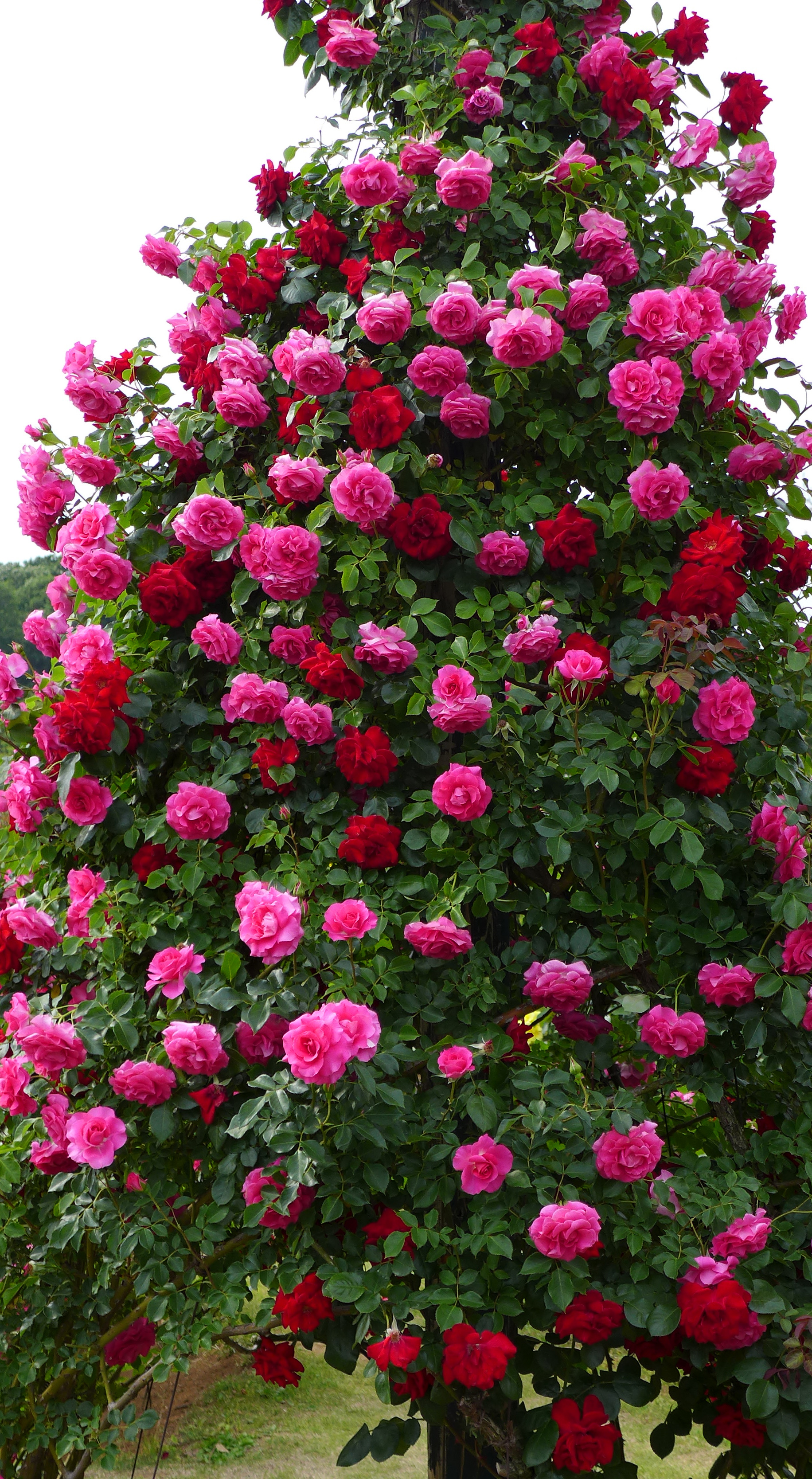
バラ「エクスプルワ」

## 施設

### 展示施設

#### 由美のガゼボ

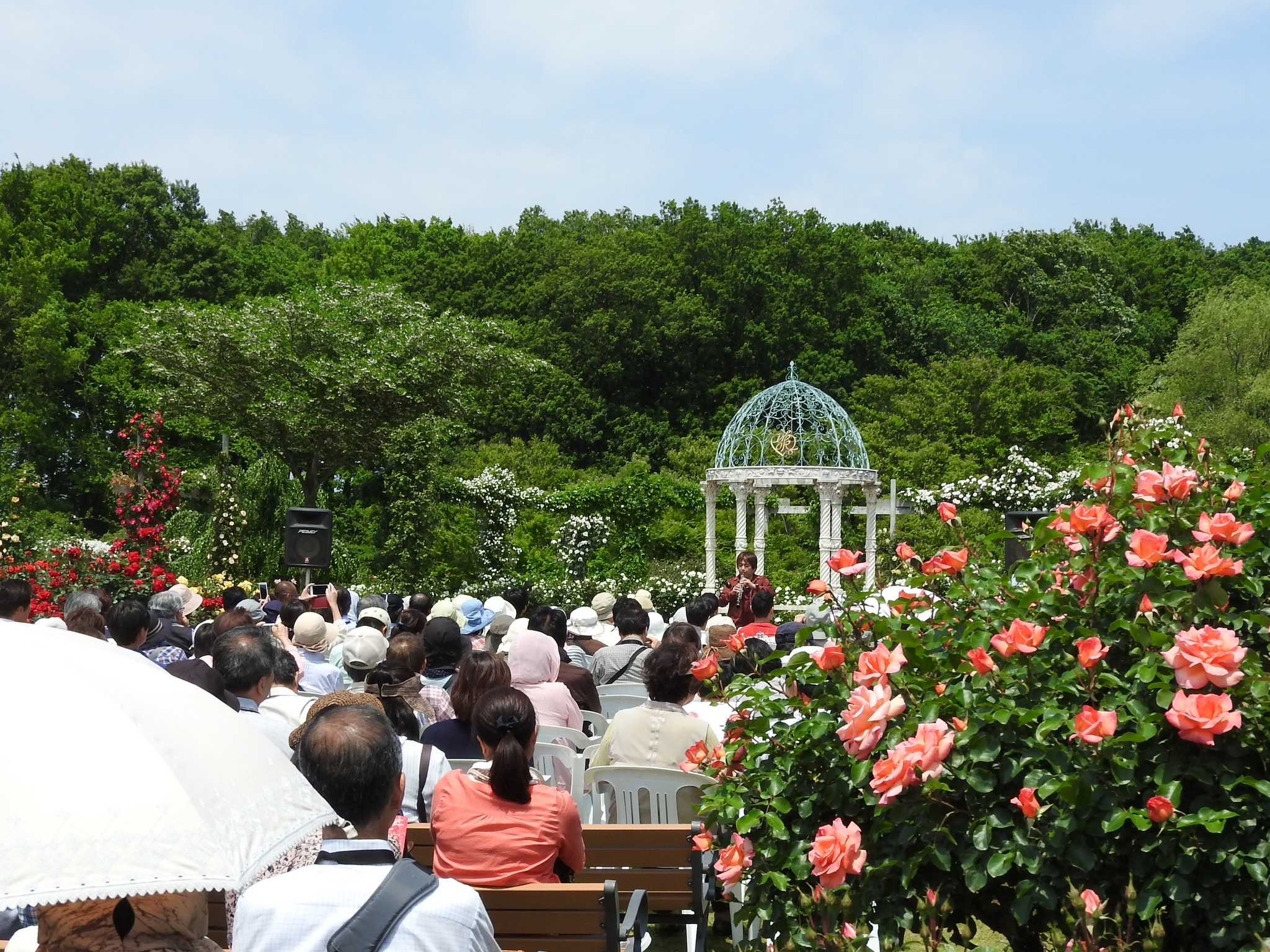
由美のガゼボ（オーボエコンサートの様子）

ブライダルデザイナーの桂由美がプロデュースしたガゼボ。京成バラ園のランドマーク。
ガゼボは西洋風の「東屋」で、休息の場所としての役割がある。また「恋人の聖地ローズウェディング」を始めとした各種イベントもガゼボを中心におこなわれている。

#### 整形式庭園（フランス式）
モダンローズを中心に400株が展示されているフランス式庭園（整形式庭園）。
整形式庭園とは、直線や円など幾何学模様を基調に設計された西洋庭園様式のことであり、広大な敷地に設定した軸線に対して、左右対称に造っているのが特徴となっている。イタリアとフランスに多い様式で、京成バラ園の整形式庭園はフランス様式を採用している。園内で咲く80種類のツルバラは、スクリーン、ポール、アーチ、パーゴラを使って立体的に見せる工夫が施されている。

#### 自然風庭園（イギリス式）

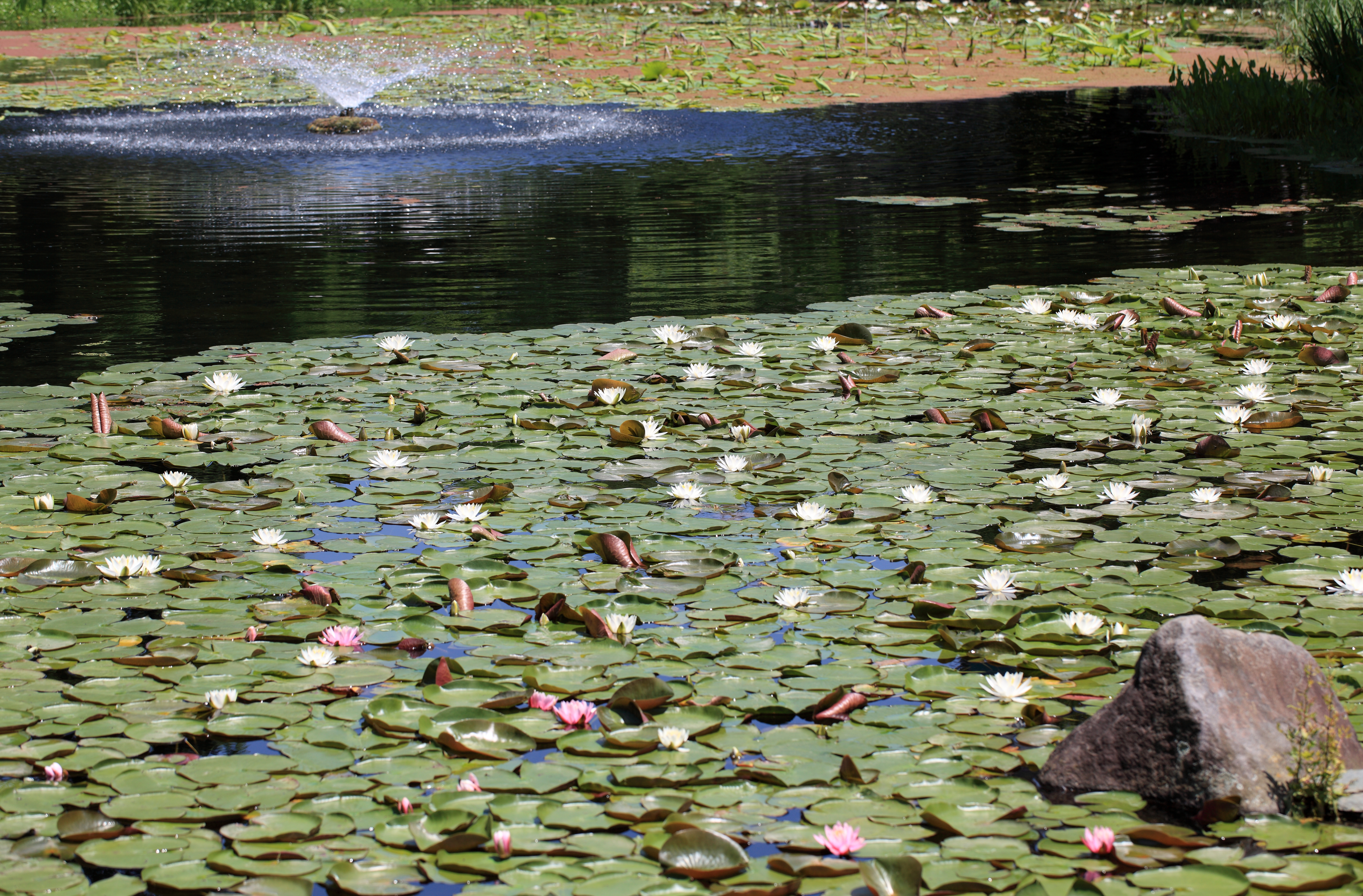
イギリス式庭園の池（自然風庭園）

原種のバラ80品種のほか、季節ごとの草花で構成されているイギリス式庭園（自然風庭園）。
イギリス式庭園は自然の景観を再現したような造りが特徴。スイレンやショウブなど、水生植物や湿生植物を観察できる。

#### ベルばらのテラス
リニューアル15周年を記念して少女漫画「ベルサイユのばら」をモチーフにしたバラが植えられたのテラス。

#### バラの丘
整形式花壇の横は丘状に小高くなっている。バラ園を見渡すビューポイントであるとともに、ツルバラのアーチやポールがある。

#### アニバーサリーガーデン
鈴木省三（ミスターローズ）の設計した個人住宅の庭を再現したもの。

#### 大温室
熱帯性の草花を展示している大温室。温室らしく、年間を通じてバナナなどが栽培されている。
温室内は一定の温度に保たれており、イベントやコンサート会場としても使われている。

#### 雑木林
下草に山野草やアジサイ、クリスマスローズなどが植えられた雑木林。

### ショップ
- ローズショップ
- ガーデンセンター

### レストラン＆カフェ
- レストラン ラ・ローズ
- カフェ パティオ
- 石釜ベーカリー サンブレッタ

## 植栽販売

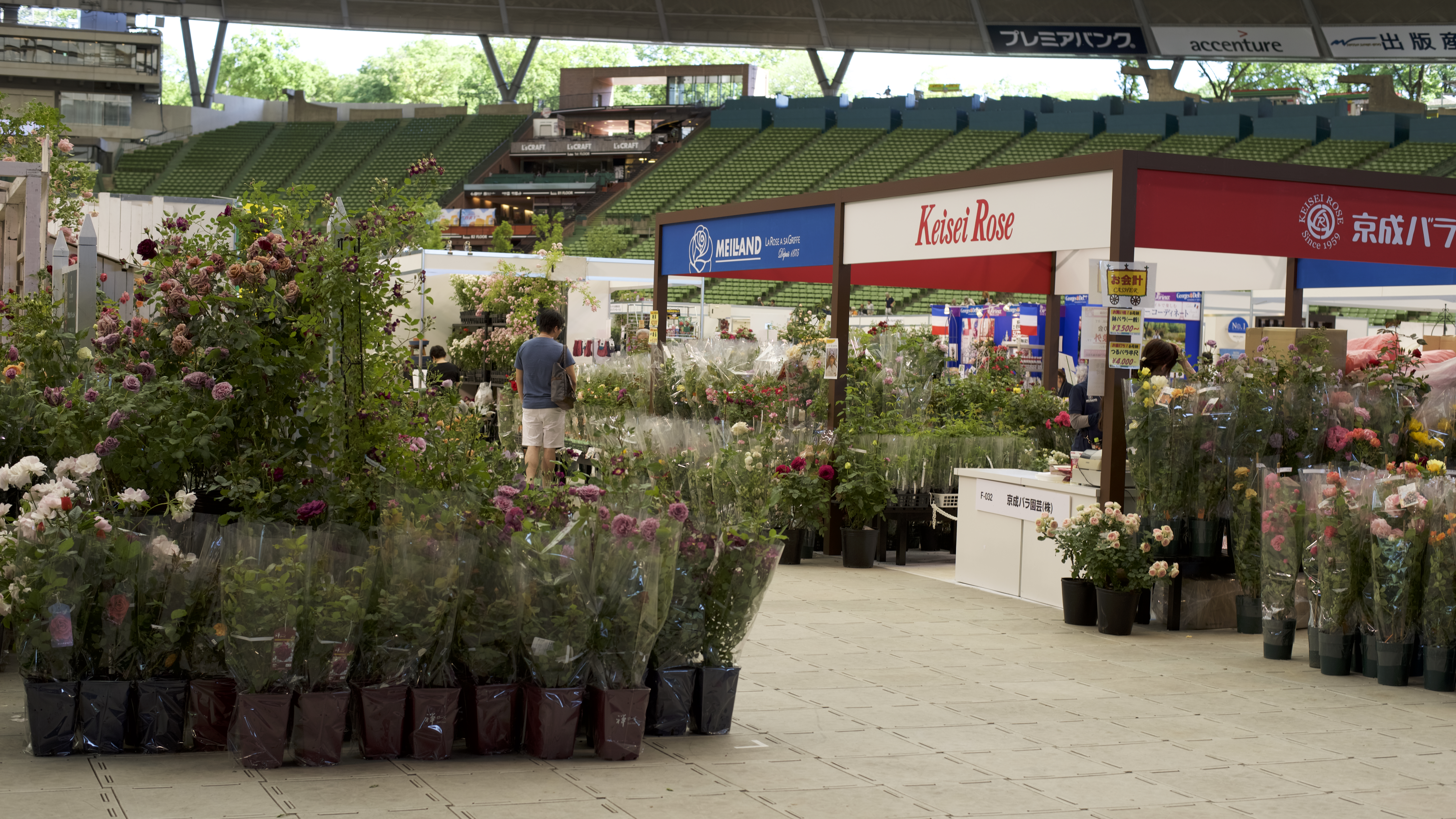
京成バラ園販売ブース（国際バラとガーデニングショウより）

主に園内のガーデンセンターにて販売が行われているほか、ネット販売も実施している。また、バラの販売イベント等でも購入することができる。

### ガーデンセンター
園内のガーデンセンターにおいて植栽（主に薔薇科）の販売を行っている。また曜日や日にちごとに特売が行われている。
月曜花市
- 毎週月曜日開催。

鉢の日
- 毎月8日開催。

庭の日
- 毎月28日開催。

ほか期間限定ではあるが木曜朝市や土の日なども開催している。

### ネット販売
ネット通販として「京成バラ園芸ネット通販」を行っている。また、カタログ販売も実施している。
新商品入荷情報は公式facebookからでも発信されている。

## 受賞歴
国際的なバラコンクールなどにおいての受賞品種リスト一覧。
系統は、HT - ハイブリッド・ティー、FL - フロリバンダ、S - シェラブ・ローズ、CL - クライミング・ローズ、Min - ミニチュア
| 品種名                     | 系統 | 受賞年                | 受賞コンクール |
| -------------------------- | ---- | --------------------- | --- |
| かがやき                   | HT   | 1967年                | ハーグ国際コンクール銀賞受賞（オランダ） |
| 聖火（せいか）             | HT   | 1971年                | ニュージーランド国際コンクール金賞受賞 |
| 朝雲（あさぐも）           | HT   | 1973年                | ローマ国際コンクール銀賞受賞（イタリア） |
| ふれ太鼓（ふれだいこ）     | CL   | 1974年                | JRC銅賞受賞(日本) |
| 乾杯（かんぱい）           | HT   | 1982年                | ローマ国際コンクール金賞受賞（イタリア） |
| 希望（きぼう）             | HT   | 1986年                | ハーグ国際コンクール金賞受賞（オランダ）、モンツァ国際コンクール金賞受賞（イタリア）、ロエゼラール銀賞受賞（ベルギー）                                                 |
| 光彩 （こうさい）          | HT   | 1988年                | オール・アメリカン・ローズセレクション(AARS）受賞（アメリカ） |
| 魅惑（みわく）             | HT   | 1988年                | JRC銀賞受賞 |
| 緑光（りょっこう）         | FL   | 1989年                | バーデンバーデン国際コンクール金賞受賞（ドイツ） |
| 緋衣（ひごろも）           | HT   | 1990年                | JRC金賞受賞 |
| 桜霞（さくらがすみ）       | FL   | 1990年                | JRC金賞受賞 |
| 銀嶺（ぎんれい）           | FL   | 1990年                | JRC銅賞受賞 |
| 賛美（さんび）             | HT   | 1991年                | JRC銅賞受賞 |
| 早春（そうしゅん）         | FL   | 1991年                | JRC銅賞受賞 |
| よそおい                   | Min  | 1991年                | JRC銀賞受賞 |
| 正雪（まさゆき）           | HT   | 1992年                | JRC銅賞受賞 |
| 紅姫（べにひめ）           | Min  | 1992年                | JRC銅賞受賞 |
| 香貴（こうき）             | HT   | 1992年                | JRC銅賞受賞 |
| 熱情（ねつじょう）         | HT   | 1993年                | JRC金賞受賞 |
| 紫香（しこう）             | HT   | 1993年                | JRC銅賞受賞 |
| 初恋（はつこい）           | HT   | 1994年                | JRC銅賞受賞 |
| 春の舞（はるのまい）       | FL   | 1994年                | JRC銀賞受賞 |
| 祭り（まつり）             | CL   | 1995年                | JRC金賞受賞 |
| ローズうらら™（旧:うらら） | FL   | 1995年                | JRC金賞受賞 |
| かれん                     | FL   | 1995年                | JRC銅賞受賞 |
| 楽園（らくえん）           | HT   | 1996年                | JRC銅賞受賞 |
| 桜貝（さくらがい）         | FL   | 1996年                | JRC金賞受賞 |
| 小夜曲（さよきょく）       | Min  | 1996年                | JRC金賞受賞 |
| かぐや姫（かぐやひめ）     | HT   | 1996年                | JRC香りの大賞受賞 |
| 花かがり（はなかがり）     | HT   | 1997年                | JRC銅賞受賞 |
| 銀世界（ぎんせかい）       | FL   | 1997年                | JRC銀賞受賞 |
| 姫（ひめ）                 | Min  | 1997年                | JRC金賞受賞 |
| ローズヨコハマ             | HT   | 1998年                | JRC銅賞受賞 |
| 浮雲（うきぐも）           | FL   | 1998年                | JRC銅賞受賞 |
| 夢想（むそう）             | HT   | 1999年                | JRC銅賞受賞 |
| 月光（げっこう）           | HT   | 1999年                | JRC銅賞受賞 |
| かざぐるま                 | FL   | 1999年                | JRC銀賞受賞 |
| 錦（にしき）               | FL   | 2000年                | JRC銀賞受賞 |
| ミラマーレ                 | HT   | 2000年 2001年         | JRC銅賞受賞 第1回ぎふ国際ローズコンテスト銀賞受賞 |
| ひなあられ                 | 修景 | 2001年 2004年         | 第1回ぎふ国際ローズコンテスト銅賞受賞 ローズヒルズ・インターナショナル・ローズトライアルズ（アメリカ）金賞受賞                                                         |
| プリンセス アイコ          | FL   | 2001年                | JRC銅賞受賞 |
| 真珠貝（しんじゅがい）     | FL   | 2001年                | JRC銅賞受賞 |
| 和音（わおん）             | FL   | 2002年                | 第2回ぎふ国際ローズコンテスト銀賞受賞 世界バラ連合特別賞受賞 |
| 優花（ゆうか）             | FL   | 2002年                | JRC銀賞受賞 |
| 花音（かのん）             | HT   | 2003年                | JRC銀賞受賞 |
| 黒蝶（くろちょう）         | FL   | 2003年                | JRC入賞 |
| ほのか                     | FL   | 2003年 2004年         | JRC入賞 リヨン国際バラコンクール「グランド ローズ オブ ザ センチュリー」受賞（フランス）                                                                               |
| 浪漫（ろまん）             | HT   | 2004年                | JRC銅賞受賞 |
| 夢香（ゆめか）             | FL   | 2004年 2007年         | JRC金賞及び、芳香部門金賞受賞 第1回国営越後丘陵公園「国際香りのばら新品種コンクール」新潟県知事賞及び、銅賞                                                            |
| 凛（りん）                 | FL   | 2005年                | JRC金賞受賞 |
| 薫乃（かおるの）           | FL   | 2005年 2008年         | JRC銀賞及び香り部門金賞受賞 第2回国営越後丘陵公園「国際香りのばら新品種コンクール」銅賞受賞                                                                            |
| 金蓮歩（きんれんぽ）       | FL   | 2006年 2007年         | 第6回ぎふ国際ローズコンテスト金賞及び、特別賞4賞受賞 特別賞：岐阜県知事賞、英国王立バラ協会賞、 （財）ぎふ花と緑推進センター理事長賞、（財）日本バラ会賞） JRC銅賞受賞 |
| るる                       | FL   | 2006年                | JRC銅賞受賞 |
| あゆみ                     | HT   | 2007年                | JRC銀賞受賞 第1回国営越後丘陵公園「国際香りのばら新品種コンクール」銀賞受賞                                                                                            |
| さらさ                     | FL   | 2007年                | JRC銅賞受賞 |
| 感謝（かんしゃ）           | HT   | 2007年                | JRC金賞及び、世界バラ会連合賞受賞 第1回国営越後丘陵公園「国際香りのばら新品種コンクール」銅賞受賞                                                                      |
| 花ぼんぼり (はなぼんぼり)  | FL   | 2008年 2011年         | JRC銀賞受賞 第5回国営越後丘陵公園「国際香りのばら新品種コンクール」FL部門銅賞受賞                                                                                      |
| しののめ                   | FL   | 2008年                | JRC金賞受賞 |
| 結愛（ゆあ）               | FL   | 2008年                | 第2回国営越後丘陵公園「国際香りのばら新品種コンクール」銀賞受賞 |
| ミスター ローズ®           | HT   | 2009年 2010年         | JRC銅賞受賞 第4回国営越後丘陵公園「国際香りのばら新品種コンクール」銀賞受賞                                                                                            |
| 桃香（ももか）             | HT   | 2009年 2013年         | 第3回国営越後丘陵公園「国際香りのばら新品種コンクール」 新潟県知事賞及び、金賞受賞 、国営越後丘陵公園 アニバーサリーローズに選出                                       |
| 快挙®（かいきょ）          | HT   | 2010年                | ローマ国際コンクール金賞受賞(イタリア) JRC金賞受賞 |
| 春乃（はるの）             | FL   | 2009年 2010年、2011年 | JRC銅賞受賞 第10回ぎふ国際ローズコンテスト銀賞受賞 第5回国営越後丘陵公園「国際香りのばら新品種コンクール」銀賞受賞                                                     |
| 杏奈（あんな）             | FL   | 2011年                | JRC銅賞受賞 |
| シトロナード               | FL   | 2016年                | 第3回モナコ国際バラコンクール FL部門入賞 |
| 恋きらら（こいきらら）     | FL   | 2016年                | JRC銀賞受賞 |
| 恋結び（こいむすび）       | HT   | 2018年                | 第4回モナコ国際バラコンクール 「クー・ド・クール賞（心の賞）」受賞 |

## 施設情報

### 基本情報
| 施設名         | 京成バラ園                                                                                       |
| 所在地         | 〒276-0046 千葉県八千代市大和田新田755                                                           |
| 営業時間       | 午前10時から午後5時 ※季節によって変更あり ※入園は閉園の30分前                                    |
| 定休日/休業日  | 年中無休 ※天候等により、臨時休業あり ※イベント等により、ローズガーデンが貸し切りとなる場合もあり |
| 駐車場         | あり【普通車台数】700台                                                                          |
| 施設オプション | トイレ設備あり                                                                                   |

### バリアフリー
AED設置、車いす対応スロープあり、手すり付き便器あり、おむつ交換台あり、ベビーキープまたはベビーチェアあり、車いす貸出あり、ベビーカー貸出あり（有料の場合あり）
園内はバリアフリー化されており、設備的には段差や傾斜などがほぼ解消され車椅子での利用が十分に配慮されている。

## 交通
京成バラ園でバラが見頃となる春と秋には、京成電鉄、東葉高速鉄道、東洋バスとの企画乗車券「京成ローズきっぷ」が発売される。京成電鉄各駅（購入駅）から東葉高速鉄道八千代緑が丘駅まで（東葉勝田台駅乗り換え）の往復乗車券、八千代緑が丘駅から京成バラ園までの東洋バス往復乗車券、京成バラ園の入園券・園内店舗の割引券がセットとなっている。

### 公共交通機関

#### 鉄道
- 東葉高速鉄道「八千代緑が丘駅」から徒歩約15分

#### バス
- 東洋バス
  - 41「八千代台八千代中央線」：八千代台駅（京成本線） - 京成バラ園 - 緑が丘駅（東葉高速線） - 八千代中央駅（東葉高速線）
  - 43「八千代台医療センター線」：八千代台駅 - 京成バラ園 - 緑が丘駅 - 八千代中央駅 - 八千代医療センター

### 自動車
- 首都高速湾岸線・東関東自動車道千葉北ICから国道16号を八千代方面に向かい約9キロメートル
- 無料駐車場あり（乗用車700台）